# 陳僖儀
陳僖儀（英語：Sita Chan、シータ・チャン、本名：陳 皓儀、1987年3月10日－2013年4月17日）は、香港の歌手であった。

## 生い立ち
九竜協恩中学と香港城市大学を卒業。大学で勉強する時、2005年に校内の音楽コンテストで優勝した。
2011年に芸能界デビュー。太陽娯楽文化というレコード会社と契約した。2012年に代表曲「記念悲」と「忘川」が収録された第一のアルバム「Crazy Love」をリリース。なお、「2012年度十大勁歌金曲」では「最も人気のある新人女性歌手金賞」を受賞した。

## 死亡
2013年4月17日午前2時ごろ、シータはレコードを録音した後、一人で運転し帰宅する途中で、香港島から九竜油麻地方向へ運転していたところ、側路肩に衝突した。シータはすぐに広華病院に運ばれたが、同日午前4時16分に死亡した。没年齢は26歳。

## 音楽アルバム
- Crazy Love[3]
- Let Me Find Love
- All The Best[4]